# Витязь (ледовый дворец)
Культурно-спортивный комплекс «Ледовый дворец „Витязь“» — спортивное сооружение в городе Подольск, Московская область, Россия. Вмещает 5500 зрителей. С 2013 по 2022 год здесь выступал клуб Континентальной хоккейной лиги «Витязь» (переехавший из Чехова обратно в Подольск ввиду недостаточной вместимости арены в Чехове). Также здесь выступала команда Молодёжной хоккейной лиги «Русские Витязи». Сооружен культурно-спортивный комплекс в 2000 году, открыт 18 марта 2000 года, площадь сооружения равна 15 785,6 м². Площадь учебно-тренировочного центра дворца равна 5417,4 м². На арене оборудована хоккейная коробка стандартного размера: 30х60 метров. Есть светодиодное табло и видеокуб.
С января 2006 года по весну 2007 года на арене играл ХК МВД, выступавший тогда в Суперлиге. Позже здесь выступал недолго просуществовавший ХК «Рысь» (высшая лига чемпионата России).
Здесь проходили съёмки игр и тренировок для телесериала «Молодёжка» (1 и 2 сезоны).
На момент сезона 24/25 НМХЛ, ледовый дворец является домашней ареной для команд «Хорс» и «Воевода».